# 永安桥 (宁波)
29°42′15.89″N 121°38′27.17″E / 29.7044139°N 121.6408806°E
永安桥是浙江省宁波市鄞州区一座水泥拱桥，位于东钱湖镇城杨村村口，建于民国十九年（1930年），横跨村溪。桥梁由鄞县人任水洋发起建造，杜月笙、陈世昌等人出资。桥梁为三孔水泥拱桥，长18.6米，桥面宽3.15米，两侧设镂空水泥板，另有四对望柱，两头长中间短。桥北有四方路亭，内设佛龛和供路人休息的石凳，另有捐助碑和记叙建桥经过的《碑文记略》。2023年9月1日公布为宁波市文物保护单位。